# 斐理伯·韋德拉奧果
斐理伯·韋德拉奧果（法語：Philippe Ouédraogo；1945年12月31日—）是天主教布基納法索司鐸級樞機及瓦杜加古總教區總主教。

## 生平
他於1945年12月31日在布基納法索科內昂（Konéan）岀生。他於1952年至1959年期間在卡亞公立學校接受小學教育，1959年至1967年期間在鳥格都古帕（Pabre）的神學院接受中學教育。他於1967年至1973年期間進入總修院修讀神學和哲學。
他於1973年7月14日晉鐸。他於1979年至1983年期間前往羅馬宗座傳信大學修讀教會法博士學位。
他於1996年11月23日首牧，並獲教宗若望·保祿二世任命為天主教瓦希古亞教區主教。他於2009年5月13日升任瓦杜加古總教區總主教，1個月後就任。教宗方濟各於2014年1月22日將他擢升為司鐸級樞機，領蒂布蒂諾憂苦之慰聖母堂區司鐸銜。